# Elecciones generales de Niue de 1972
Elecciones generales tuvieron lugar en Niue en 1972.

## Resultados
Después de las elecciones, Robert Rex fue reelecto como Líder de Negocios de Gobierno y formó un Consejo Ejecutivo de cuatro miembros.
| Miembro         | Carpetas                                                               |
| --------------- | ---------------------------------------------------------------------- |
| Robert Rex      | Dirigente de Negocio de Gobierno, Finanza y Administración de Gobierno |
| Enetama Lipitoa | Salud, Justicia, Radio y Correo                                        |
| Frank Lui       | Trabajo y Policía                                                      |
| Young Vivian    | Agricultura, Desarrollo Económico y Marketing, Educación               |